# Redondo (Portugal)
Redondo es un municipio portugués del distrito de Évora, región Alentejo y comunidad intermunicipal del Alentejo Central, con cerca de 5800 habitantes.

## Geografía
Es sede de un municipio con 369,75 km² de área y 6300 habitantes (2021), subdividido en 2 freguesias. Los municipio están limitados al norte por Estremoz y de Borba, al este por Vila Viçosa y por Alandroal, al sureste por Reguengos de Monsaraz y al oeste por Évora.

## Demografía
| Gráfica de evolución demográfica de Redondo entre 1864 y 2021 |
|                                                               |
| Datos según el nomenclátor publicado por el INE portugués.    |

## Freguesias
Las freguesias de Redondo son las siguientes:
- Montoito
- Redondo